# Особые лагеря
Особые лагеря или особлаги — система особых лагерей ГУЛАГа для политзаключенных, созданная по Постановлению Совета Министров СССР (№ 416—159сс) 21 февраля 1948 года.

## История
Особые лагеря должны были заменить для политических заключённых каторгу, восстановленную в СССР в 1943 году и отменённую в 1948-м. Одновременно статус «особых» был дан и ряду тюрем: Владимирскому централу (г. Владимир), Александровскому централу (Иркутская область) и Верхнеуральской тюрьме (Челябинская обл.).
В Особых лагерях должны были отбывать срок заключённые, осуждённые по 58 статье за измену родине, шпионаж, террор и другие политические преступления, а также троцкисты, бухаринцы, меньшевики, эсеры, анархисты, националисты, белоэмигранты, участники антисоветских организаций, то есть так называемый «особый контингент», который отличали от «общего контингента» — заключённых, осуждённых по другим статьям УК.

Лишь потом, сообразя по знакомым, арестанты поняли, кого оставляли с бытовиками на островах ИТЛ — оставили чистую 58-10, то есть простую антисоветскую агитацию, значит — одиночную, ни к кому не обращённую, ни с кем не связанную, самозабвенную. (И хотя почти невозможно было представить себе таких агитаторов, но миллионы их были зарегистрированы и оставлены на старых ГУЛаговских островах.) Если же агитаторы были вдвоём или втроём, если они имели хоть какую-нибудь наклонность к выслушиванию друг друга, к перекличке или к хору, — они имели довесок 58-11 «группового пункта» и как дрожжи антисоветских организаций ехали теперь в Особые лагеря. Само собой ехали туда изменники Родины (58-1-а и -б), буржуазные националисты и сепаратисты (58-2), агенты мировой буржуазии (58-4), шпионы (58-6), диверсанты (58-7), террористы (58-8), вредители (58-9) и экономические саботажники (58-14).
«Контингент» особлагов предписывалось полностью изолировать (в том числе и в рабочих зонах) от других заключённых, а из вольнонаёмных допускать в рабочие зоны особлагов только «особо проверенных». В жилых зонах вводился режим сходный с тюремным: решётки на окнах, запирающиеся на ночь бараки, запрет покидать барак в нерабочее время и номера на одежде. Норма жилой площади была установлена в два раза меньше, чем в ИТЛ — 1 м² на человека. Заключённых следовало использовать на особо тяжёлых работах (в шахтах, на круглосуточном строительстве крупных комбинатов (например в городах Джезказган, Норильск) и др.). Охраняли особлаги конвойные войска, а не военизированная охрана, как ИТЛ.
28 февраля 1948 года были учреждены пять Особых лагерей (№ 1—5, позднее названных Минеральный, Горный, Дубравный, Степной и Береговой); в августе — шестой особлаг, Речной; а в конце декабря 1948 года — седьмой, Озёрный.
Многолетний узник сталинских лагерей, один из прототипов в рассказах Шаламова, Георгий Демидов пишет:

Каждый из этих лагерей кроме номера имел ещё собственное имя, отличавшееся тем, что оно не было связано, как обычно, ни с местностью, где он располагался, ни с характером его деятельности. Любой спецлагерь мог бы поменяться с любым другим лагерем того же типа своим именем безо всякого ущерба. Все эти названия были произвольно условными, даже если в них и звучал намёк на географическое положение. Тот же «Береговой», например, имел такое же отношение к какому-либо берегу, как «Таёжный», расположенный в степи к лесу, а «Дубравный» к дубам. Был еще «Минеральный», «Речной» и другие, смысл названий которых заключался в их бессмыслице и отражал в себе разве что меру убогой фантазии своих авторов, генералов и полковников «от параши», как называли их непочтительные враги народа из лагерных интеллигентов.
Общий лимит наполнения Особлагов планировался руководством ГУЛАГа как 145 000 человек. Специальная комиссия МВД выявила 175 000 заключённых, уже отбывающих срок и подлежащих переводу в особлаги, а с учётом вновь арестованных потенциальный «контингент» особлагов составлял около 200 000.
Однако переоборудование обычных ИТЛ в Особлаги и в особенности рабочих зон требовало больших затрат. Только колючей проволоки необходимо было около 1 тысячи тонн. Особлаги были планово-убыточными, так при расходе в 1949 году 701 млн рублей (без учёта расходов на охрану, так как Главное управление конвойных войск финансировалось по другой статье) доходы планировались 443 млн рублей.

На высоких, прочно врытых в землю, столбах густо и «впереплёт» натягивалась колючая проволока. Со стороны лагерного двора, наверху каждого из столбов этой ограды укреплялась колючая проволока. Со стороны зоны образовывался род наклонного, колючего навеса, попробуй, перескочи! В двух метрах от проволочной ограды вокруг лагеря строился глухой и высокий дощатый забор, над которым в три ряда тянулась всё та же «колючка». Третий пояс зонного ограждения, но уже изнутри, образовывала «запретка». Это невинный с виду невысокий деревянный барьер, на столбиках которого укреплялись выбеленные щиты с жирной чёрной надписью: «Стой! Стреляю!».

Удивительно мощным было также освещение линии ограды и двора лагерной зоны. С одного из каждых четырёх кронштейнов на её столбах свисала лампа-пятисотка, на вышках по углам лагеря и рядом с вахтой установлены прожекторы. С обеих сторон каждого барака врыты высоченные столбы с подвешенными на самом верху мощными лампами. Всё это светотехническое хозяйство требовало такого количества энергии, что во время его испытания приисковая электростанция, передвижная американская установка с дизелем «болиндер», оказалось нагруженной едва не на половину всей своей мощности.
1 марта 1949 года, спустя год после создания системы особлагов, в них находилось только 106 573 заключённых, то есть существенно меньше планируемого числа и около половины заключённых, подпавших под постановление 1948 года о переводе их в особлаги. Максимальное число заключённых в Особлагах приходится на 1 января 1952 года — 257 000 человек.
С появлением Особлагов создание для руководства ими особого управления ГУЛАГа не было принято, и в целом структура управления лагерями не изменилась.
За четыре года, с 1949 по 1952, было создано ещё 5 особлагов. В 1949 году это № 8 Песчаный лагерь в г. Караганде, Балхаше, Темиртау, № 9 — Луговой лагерь в с. Долинское, п. Спасск и № 10 Камышовый лагерь в Горной Шории. В 1952-м — № 11, Дальний лагерь с центром в Экибастузе (не путать с Дальлагом (Дальневосточным ИТЛ) с центром в Хабаровске, существовавшем в 1929—1939 годах). В том же 1952 году был организован № 12 Особлаг, Водораздельный, c центром на ст. Микунь Коми АССР. Этот последний из особлагов был закрыт в апреле 1953 года так и не приступив к запланированной работе; на 1 марта 1953 года в нём содержалось только 1142 заключённых «общего контингента». Одновременно 12 особлагов никогда не функционировало, так как Луглаг был закрыт в сентябре 1951 года до организации Дальлага и Водораздельного лагеря.
28 марта 1953 года ГУЛАГ был передан в ведение Министерства юстиции СССР, однако Особлаги оставались в ведении МВД.
Следует указать, что в особлагах прекратились притеснения политических заключённых уголовниками, характерные для 30-х и начала 40-х годов. Создание системы Особых лагерей привело к консолидации политических заключённых. После смерти Сталина именно в особлагах произошли три крупнейших восстания в истории ГУЛАГа (в 1953 г. Норильское в Горлаге, Воркутинское в Речлаге и в 1954 г. Кенгирское в Степлаге).